# Демон-любовник (фильм)
«Демон-любовник» (англ. Demonlover, а также фр. L'Amant diabolique) — фильм 2002 года, снятый французским режиссёром Оливье Ассайасом. Картина посвящена снафф-порно сайтам, на которых по заказу анонимов в режиме реального времени происходят настоящие убийства, изнасилования и др..
Фильм относят к французскому новому трансгрессивному кино.

## В ролях
| Актёр          | Роль              |
| -------------- | ----------------- |
| Конни Нильсен  | Diane de Monx     |
| Шарль Берлен   | Hervé Le Millinec |
| Хлоя Севиньи   | Elise Lipsky      |
| Доминик Реймон | Karen             |